# Calyptocarpus burchellii
Calyptocarpus burchellii là một loài thực vật có hoa trong họ Cúc. Loài này được (Hook.) Sch.Bip. mô tả khoa học đầu tiên năm 1866.